# Srebărna (sjö)
Srebărna (bulgariska: Сребърна) är en sjö i Bulgarien.   Den ligger i regionen Silistra, i den nordöstra delen av landet, 300 km nordost om huvudstaden Sofia. Srebărna ligger 75 meter över havet.